# القمصیه
القمصیة (به عربی: القمصیة) یک منطقهٔ مسکونی در سوریه است که در استان طرطوس واقع شده‌است.

## خصوصیات
القمصیة ۲٬۲۴۴ نفر جمعیت دارد.